# Curtis (cràter)
Curtis és un petit cràter d'impacte de la Lluna que es troba a l'oest de la Mare Crisium, a l'est del cràter Picard. És un element circular amb forma de copa i sense altres detalls particulars.

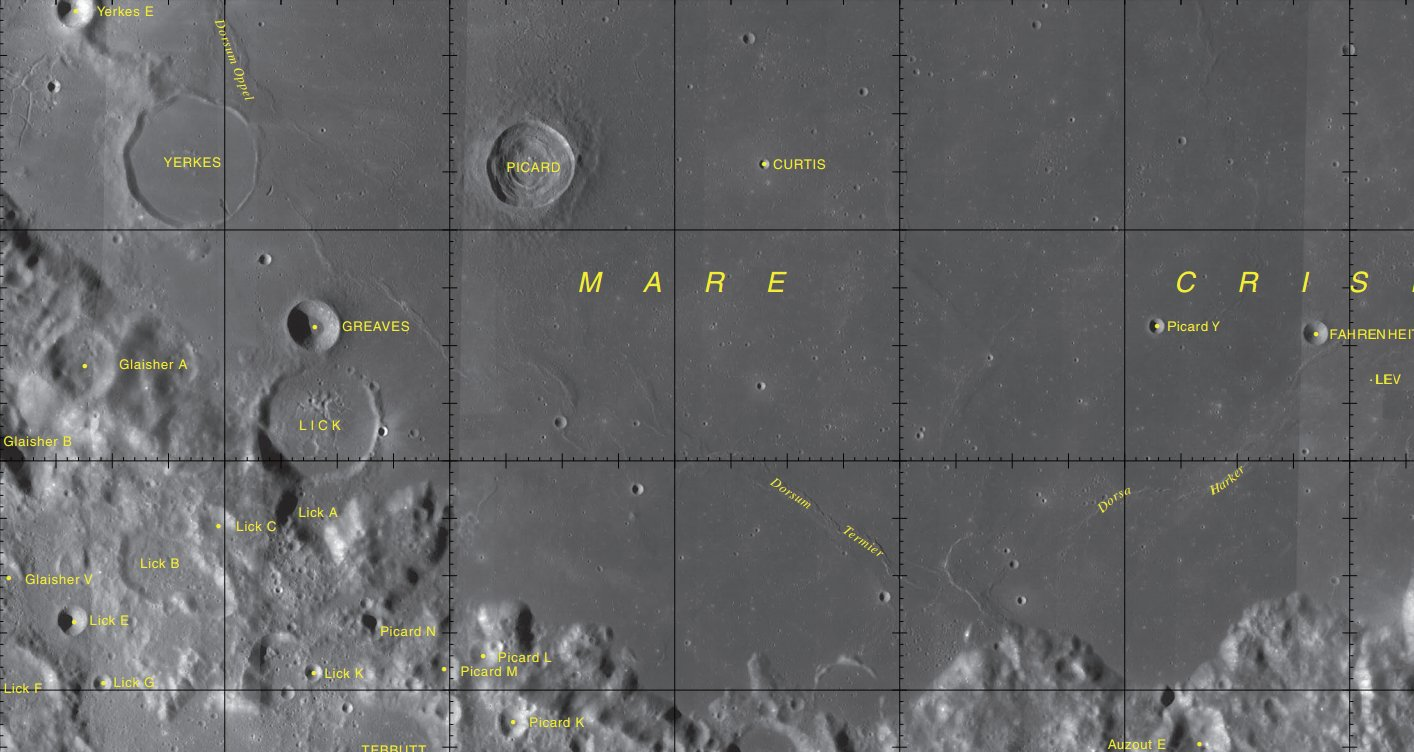
Localització de Curtis (part superior del centre de la imatge)
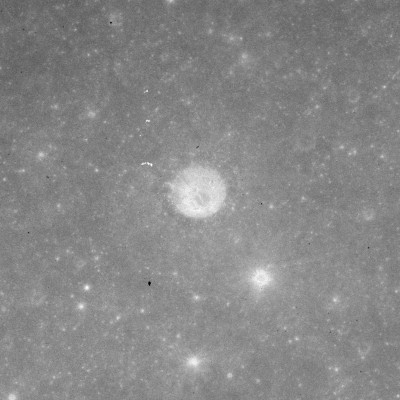
Imatge del Apollo 15

Va rebre el nom de l'astrònom estatunidenc Heber D. Curtis el 1973. En el passat va ser designat Picard Z, abans que fos reanomenat per la UAI.